# Орден Нахімова
Це стаття про орден СРСР. Про державну нагороду Російської Федерації див.: Орден Нахімова (Російська Федерація).
О́рден Нахі́мова  — радянська військова флотська нагорода часів німецько-радянської війни. Орден збережений в системі нагород Російської Федерації.
Заснований Указом Президії Верховної Ради СРСР від 3 березня 1944 року. Надалі в Указ вносилися зміни Указами Президії Верховної Ради СРСР від 26 лютого і 16 грудня 1947 року.
Під час розробки орденів для Військово-Морського Флоту було визначено старшинство ордена Ушакова над орденом Нахімова і визначені відповідності:
- флотоводчеський орден Ушакова — полководницькому ордену Суворова;
- флотоводчеський орден Нахімова — полководницькому ордену Кутузова.

## Статус
Орденом Нахімова нагороджуються офіцери Військово-морського Флоту за видатні успіхи в розробці, проведенні й забезпеченні морських операцій, у результаті яких була відбита наступальна операція противника або забезпечені активні операції флоту, задані противникові значні втрати й збережені свої основні сили.
Нагородження орденом Нахімова проводиться Указом Президії Верховної Ради СРСР. Орден Нахімова має два ступеня: I і II ступені.
Вищим ступенем ордена є I ступінь.
Орденом Нахімова I ступені нагороджуються офіцери Військово-Морського Флоту:
- За мистецьки розроблену й добре проведену операцію, у взаємодії всіх сил флоту, на оборонній позиції, що призвела до розгрому й переслідування морських сил противника при їхній чисельній перевазі;
- За гарну організацію, сміливе й рішуче особисте керівництво діями окремих з'єднань і частин флоту, що беруть участь у бою на морі або морській позиції, що призвела до знищення значних сил супротивника, відмові від виконання їм своїх завдань, при збереженні боєздатності свого з'єднання або частини;
- За добре організовану й проведену протидесантну операцію, у результаті якої супротивник поніс більші втрати у своїх силах і змушений був відмовитися від висадки десанту;
- За гарне проведення активних дій, що забезпечують операцію флоту в море, свої комунікації й оборону баз і узбережжя;
- За добре організовану й проведену операцію зі сприяння флангу Червоної Армії активними діями сил флоту й морських десантів на узбережжя противника;
- За відмінне керівництво забезпеченням операцій, у результаті яких досягнуті великі бойові успіхи.

Орденом Нахімова II ступені нагороджуються офіцери Військово-Морського Флоту:
- За вмілі й сміливі активні дії й особисте керівництво в обороні своїх комунікацій, баз і узбережжя, що призвело до знищення значних сил противника й перешкодило виконанню ним завдань;
- За добре організовані й зухвало проведені дії з постановки мін біля берегів противника, що забезпечили виконання операції флоту або, що призвела до загибелі цінних кораблів супротивника;
- За добре організовані й сміли проведені дії з тралення мінних загороджень супротивника біля його берегів, що забезпечили активні операції флоту;
- За успішне виконання бойового завдання, виявлені при цьому особисту хоробрість, що призвела до знищення кораблів і коштовних об'єктів супротивника;
- За вміле керівництво підлеглими в бої, що призвела до перемоги при кількісній перевазі супротивника й збереженні боєздатності свого корабля, частини, підрозділу;
- За гарне й уміле забезпечення операцій, у результаті яких досягнуті великі бойові успіхи.

Орден Нахімова I і II ступеня носиться на правому боці грудей після ордена Кутузова відповідних ступенів.

## Опис
Знак ордена Нахімова I ступеня являє собою опуклу п'ятикутну рубінову зірку, що має окантовку із чорного (оксидованого) металу, що утворить по кінцях променів лабети якорів. Основа зірки й окантовка срібні. У середині зірки в чорному ободку золоте коло, покритий блакитною емаллю, з написом у верхній частині по колу «АДМИРАЛ НАХИМОВ».
У центрі кола розташоване золоте поліроване погрудне рельєфне зображення адмірала Нахімова. У нижній частині кола під зображенням Нахімова дві лаврові гілки, вигнуті по колу, на з'єднанні яких поміщене зображення серпа й молота, а по краю кола нанесене зображення з опуклих крапок. Між кінцями рубінової зірки, обрамляючи золоте коло, прокладені ланки якірного ланцюга, з-під яких виходять пучки золотих розбіжних променів.
Знак ордена Нахімова II ступеня відрізняється тим, що зірка знака покрита рубіново-червоною емаллю, а коло в середині зірки з усіма зображеннями на ньому й промені, що виходять з-під ланок якірного ланцюга, срібні.
Знак ордена першого ступеня виготовляється із золота й срібла. Золотого змісту в ордені першого ступеня — 29,45 г, срібного — 22,918 г. Загальна вага ордена — 57,0±2,3 г.
Знак ордена другого ступеня повністю срібний. Срібного змісту в ордені другого ступеня — 39,739±1,38 г. Загальна вага ордена — 43,6±1,7 г.
Розмір знака ордена між протилежними вершинами рубінової зірки — 56 мм. Відстань від центру знака до вершини якоря — 29 мм. 
Стрічка до ордена Нахімова шовкова муарова:
- Для першого ступеня посередині стрічки чорна смуга шириною 5 мм, ближче до країв дві золотаво-жовтогарячі смуги шириною 8 мм кожна, і по краях стрічки чорні смужки шириною 1,5 мм кожна.
- Для другого ступеня посередині стрічки золотаво-жовтогаряча смуга шириною 11 мм, ближче до країв дві чорні смуги шириною 5 мм кожна, по краях стрічки золотаво-жовтогарячі смужки шириною 1,5 мм кожна.

Ширина стрічки 24 мм.
На зворотному боці знак має нарізний штифт із гайкою для прикріплення ордена до одягу.

## Історія
Орден Нахімова — другий (і останній) із флотоводческих орденів СРСР.
Якщо орден Ушакова можна умовно прирівняти до «сухопутного» ордена Суворова, то орден Нахімова, що має більш виражену оборонна спрямованість, за Статутом більше нагадує орден Кутузова.
Ідею створення «морських» орденів запропонував особисто Сталіну Нарком Військово-Морського Флоту СРСР і одночасно Головнокомандувачем Військово-Морським Флотом адмірал флоту Кузнєцов М. Г. влітку 1943 року.
Проект ордена Нахімова розробив начальник організаційно-мобілізаційного управління Наркомату ВМФ СРСР капітан 1-го рангу (згодом віце-адмірал) Хомич Б. М. Він також є автором проекту гвардійського військово-морського прапора, знаків «Гвардія» для моряків і знака «командир підводного човна». Також у розробці проекту брали участь Шипелевський М. А. і Берков Є. А.
Адмірал Флоту Кузнєцов у своїх спогадах стверджує, що ідея використовувати рубіни для прикраси ордена Нахімова належала особисто Сталіну. Вождь уважно розглянув і схвалив ескізи ордена Ушакова, глянув на ескізи ордена Нахімова й відклав їх убік. Потім підійшов до стола, відкрив ящик і дістав орден «Перемога». Блиснули діаманти й червоні грані рубінів.
- А що, якщо й орден Нахімова прикрасити рубінами? — запитав Сталін. - Зрозуміло, справжніми. По-моєму, дуже до місця будуть.
Заперечень, природно, не пішло. Таким чином, орден Нахімова I ступеня став єдиним з радянських орденів (крім ордена Перемога), у прикрасі якого використані дорогоцінні камені. У променях зірки вставлені п'ять великих синтетичних рубінів. За деякими непідтвердженими даними, у ранніх орденах Нахімова I ступеня були використані не синтетичні, а природні рубіни. В ордені Нахімова II ступеня замість рубінів використана червона емаль.
У розцвіченні орденської стрічки використані сполучення кольорів стрічки ордена Святого Георгія.

## Нагородження
Орденом Нахімова I ступені першим був нагороджений начальник берегової оборони Чорноморського флоту генерал-лейтенант берегової служби Моргунов П. А. за сприяння у звільненні Севастополя (Указ Президії Верховної Ради СРСР від 16 травня 1944 року). У числі перших кавалерів цієї нагороди були командуючий Чорноморським флотом віце-адмірал Октябрський П. С. (Указ Президії Верховної Ради СРСР від 25 вересня 1944 року), адмірали Головко А. Г., Платонов В. І. (Указ Президії Верховної Ради СРСР від 2 листопада 1944 року), адмірали Андрєєв В. А., Кучеров С. Г. (Указ Президії Верховної Ради СРСР від 5 листопада 1944 року) і інші.
Орден Нахімова I ступені № 1 був вручений 24 травня 1945 року контр-адміралові Фельдману М. Є.
Орденом Нахімова I ступені нагороджувалися частини й з'єднання ВМФ: Дунайська військова флотилія, 1-я Севастопольська бригада торпедних катерів ЧФ, 1-я Червонопрапорна бригада торпедних катерів ЧБФ, 51-й Талліннський мінно-торпедний авіаційний полк ЧБФ.
Першим нагородженим орденом Нахімова II ступеня був льотчик 46-го штурмового авіаполку Північного флоту молодший лейтенант Васін М. І. Він був нагороджений наказом командуючого Північним флотом 5 квітня 1944 року. Однак, 16 травня 1944 року Васін загинув у бою й ордена одержати не встиг.
На Чорноморському флоті першими нагородженими (13 травня 1944 року) стали старший лейтенант Жестаков О. І. і молодший лейтенант Локтюхин І. Г., а на Червонопрапорному Балтійському флоті (26 червня 1944 року) — старший лейтенант Александров В. Я., Герой Радянського Союзу капітан-лейтенант Афанасьєв А. І., лейтенант Бушуєв В. А. та інші.
Перше нагородження указом Президії Верховної Ради СРСР орденом Нахімова II ступені було зроблено 22 липня 1944 року. Були нагороджені генерал-майор берегової служби Жиділов Е. И. і капітан 1-го рангу Туз Д. А.
Знак ордена Нахімова II ступеня № 1 отримав капітан 2-го рангу Слизький Г. Н. (наказ командуючого Балтійським флотом № 68 від 12 липня 1944 року).
Нагороджувалися другим ступенем ордена й військові частини. Указом ПВС СРСР від 14 вересня 1945 року орденом Нахімова II ступеня нагороджені 10-й окремий (колишній Ханкайський) загін бронекатерів Червонопрапорної Амурської флотилії й 11-й окремий (колишній Уссурійський) загін бронекатерів Червонопрапорної Амурської флотилії.
Усього орденом Нахимова I ступеня було зроблено 82 нагородження, у тому числі чотири частини й з'єднання Військово-Морського Флоту.
Орденом Нахимова II ступеня було зроблено 469 нагороджень, у тому числі дві частини Військово-Морського Флоту.

## Особливості ордена
Орден Нахімова — один із найбільш рідкісних орденів СРСР. У приватних колекціях є одиничні екземпляри. Значна кількість цих орденів перебуває або в музейних фондах, або поза межами колишнього СРСР (в основному у колекціонерів США й Західної Європи).